# Grammy Award de la meilleure bande originale pour un jeu vidéo ou autre média interactif
Le Grammy Award de la meilleure bande originale pour un jeu vidéo ou autre média interactif (Grammy Award for Best Score Soundtrack for Video Games and Other Interactive Media) est une récompense décernée lors des cérémonies annuelles des Grammy Awards décernée à bande originale de l'année pour un jeu vidéo ou autre média interactif.

## Lauréats
| Année | Artiste(s)        | Titre                                          | Ref   |
| ----- | ----------------- | ---------------------------------------------- | ----- |
| 2023  |                   | Assassin's Creed Valhalla : L'Aube du Ragnarök | [ 1 ] |
| 2024  |                   | Star Wars Jedi: Survivor                       | [ 2 ] |
| 2025  | Winifred Phillips | Wizardry: Proving Grounds of the Mad Overlord  | [ 3 ] |